# Os Campeões (filme)
Os Campeões é um filme brasileiro de 1983, drigido por Carlos Coimbra.
O filme foi rodado no ano de 1982 e lançado em março de 1983.

## Sinopse
Miguel é um piloto lusitano que é contratado por uma escuderia brasileira para disputar o campeonato de automobilismo. No autódromo conhece Mário, um piloto desconhecido. Os dois se tornam grandes amigos e vivem incríveis aventuras, rivalizando com os demais pilotos pela vitória e amor.

## Elenco[2]
- Armando Bogus - Mário Queiroz
- Monique Lafond - Cristina
- Tony Correia - Miguel Bragança
- Tamara Taxman - Carla
- Moacyr Deriquém - Ricardo
- Isaac Bardavid - Beduíno
- Wilza Carla - Mulher Gorda
- Oberdan Júnior - Jim
- Marcelo Picchi - Jorge Silva
- José de Abreu - Carlos